# Virac (Catanduanes)
Virac é um município de  primeira classe de renda municipal (d) na província Catanduanes, nas Filipinas. De acordo com o censo de 1 de maio  de  2020 possui uma população de 76 520 pessoas e 16 951 domicílios.